# Igreja São José Operário (Timóteo)
A Igreja São José Operário, também conhecida como Igreja São José de Acesita, Igrejinha da Praça ou Igrejinha do Centro, é um templo religioso católico localizado no município brasileiro de Timóteo, no interior do estado de Minas Gerais. Foi construída pela antiga Acesita em 1947, para a celebração das atividades religiosas dos fiéis da vila operária da empresa. Está localizada na Praça 1º de Maio, no Centro-Norte do município, também chamado Centro de Acesita, e faz parte da Paróquia São José. Atrás da igreja antiga foi construída a nova Igreja Matriz de São José, inaugurada em 2023.

## História

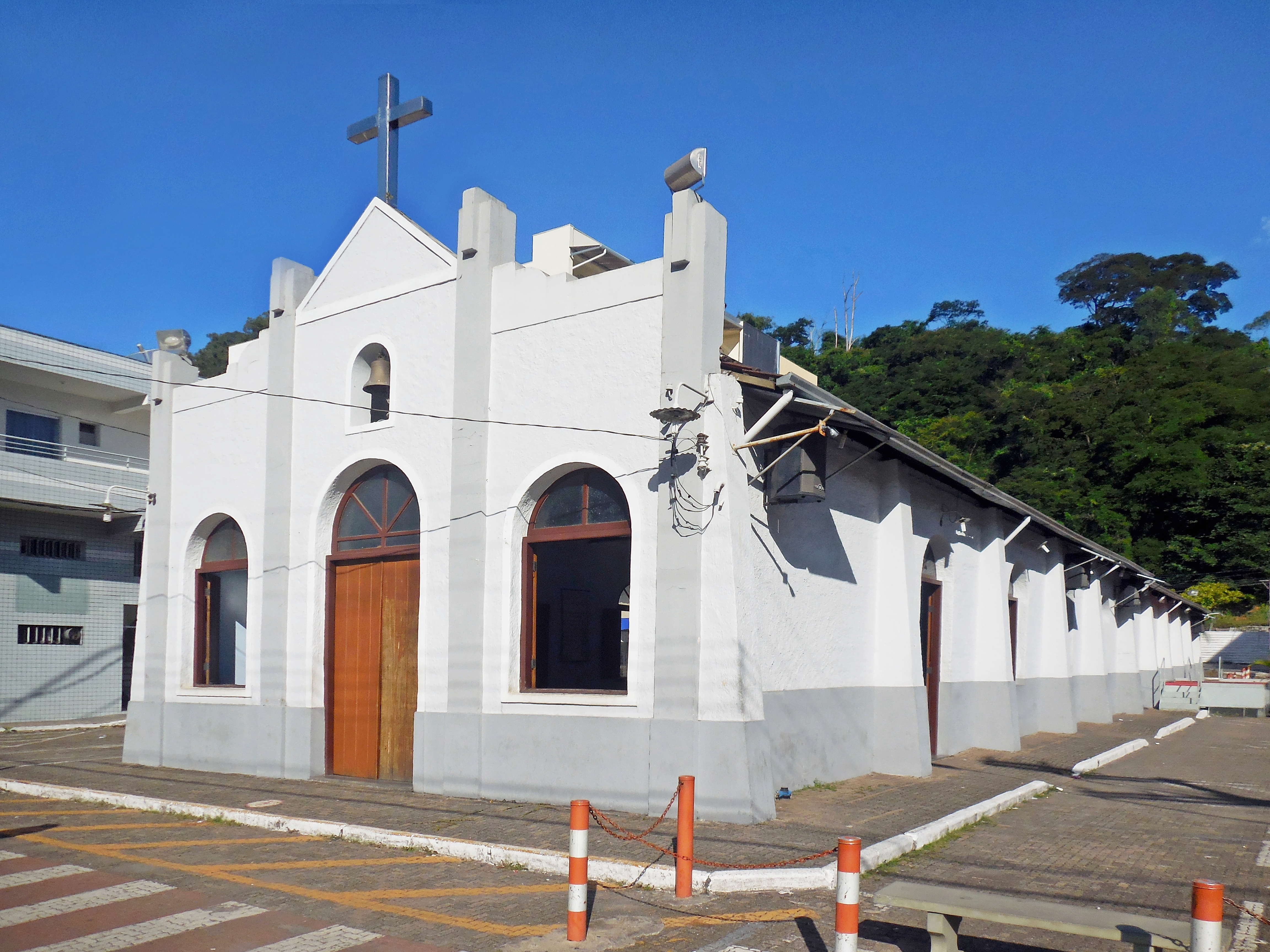
Igreja São José Operário em 2017

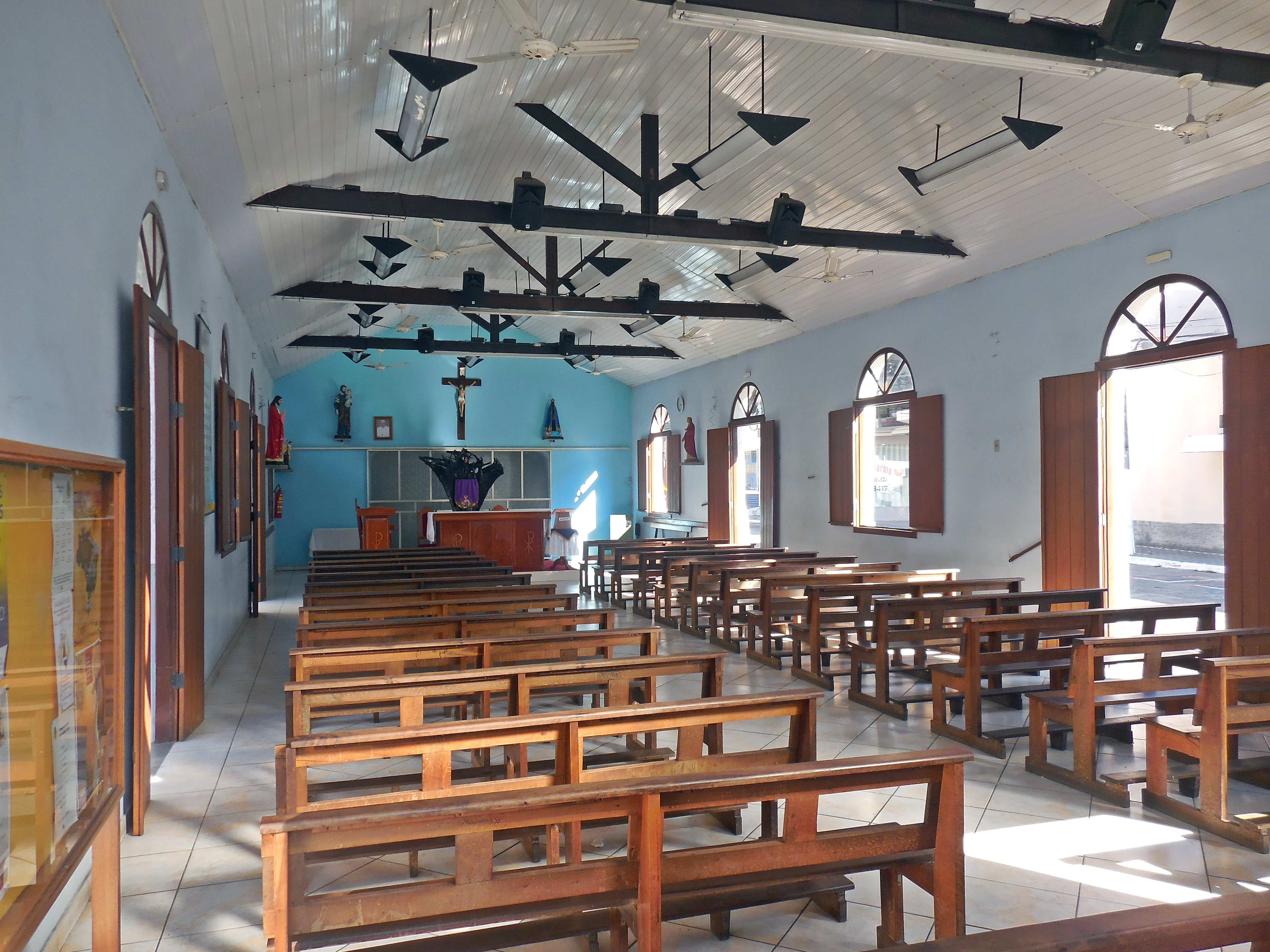
Interior da Igreja São José Operário

A Igreja São José Operário foi construída pela Acesita (atual Aperam South America) em 1947, para a celebração das atividades religiosas dos fiéis da vila operária da empresa, correspondente à região conhecida como Centro-Norte de Timóteo. A participação da comunidade dos operários nas atividades da igreja incentivou a criação da Paróquia São José, que foi desmembrada da Paróquia São Sebastião de Coronel Fabriciano e teve como primeiro pároco padre Abdala Jorge.
Na década de 1980, foi inaugurada a Igreja Matriz de São José no bairro Timirim. Apesar disso, a Igreja São José de Acesita continuou a concentrar boa parte das celebrações da paróquia. No entanto, o público que é recebido em algumas celebrações, que chega a ultrapassar 1 500 pessoas, não é suportado pelo tamanho do templo, que comporta cerca de 100 pessoas sentadas e 300 em pé, o que obriga a realização de algumas atividades do lado de fora. A Matriz do Timirim, por sua vez, encontra-se relativamente afastada e tem limitações com vagas de estacionamento e acessibilidade.
As lotações incentivaram propostas de expansão e reformas, porém a Promotoria Estadual de Defesa do Patrimônio Cultural e Turístico de Minas Gerais estabeleceu diretrizes para a realização de qualquer reforma de modo que não descaracterize a obra original, que teve seu "valor histórico, paisagístico e simbólico" atestado pelo órgão estadual em janeiro de 2014, após um inquérito da Promotoria de Justiça de Defesa do Patrimônio Cultural de Timóteo impedir a paróquia de expandir o templo em 2013. Outro projeto, em 2014, propôs ampliar a igreja para o subsolo de modo que não alteraria as características arquitetônicas da edificação, o que tornaria o templo na primeira igreja subterrânea do Brasil.
O impasse sobre o tamanho da igreja foi resolvido com a construção de um novo templo na Rua 20 de Novembro, na mesma região do antigo. A pedra fundamental das obras, custeadas pela doação dos fiéis, foi lançada com uma solenidade celebrada pelo bispo de Itabira-Fabriciano Dom Marco Aurélio Gubiotti em 2 de agosto de 2018. O projeto da igreja nova, de autoria do arquiteto Vinícius Martins Ávila, pela Grau Arquitetura, inclui capacidade para 1 200 pessoas, além de três pavimentos. No primeiro funciona o atendimento ao público e a secretaria, enquanto que nos demais estão escritórios para a administração, salas de catequese e um auditório. A inauguração da construção, designada como nova Igreja Matriz de São José, aconteceu em 14 de dezembro de 2023.